# Purkrabí Pražského hradu

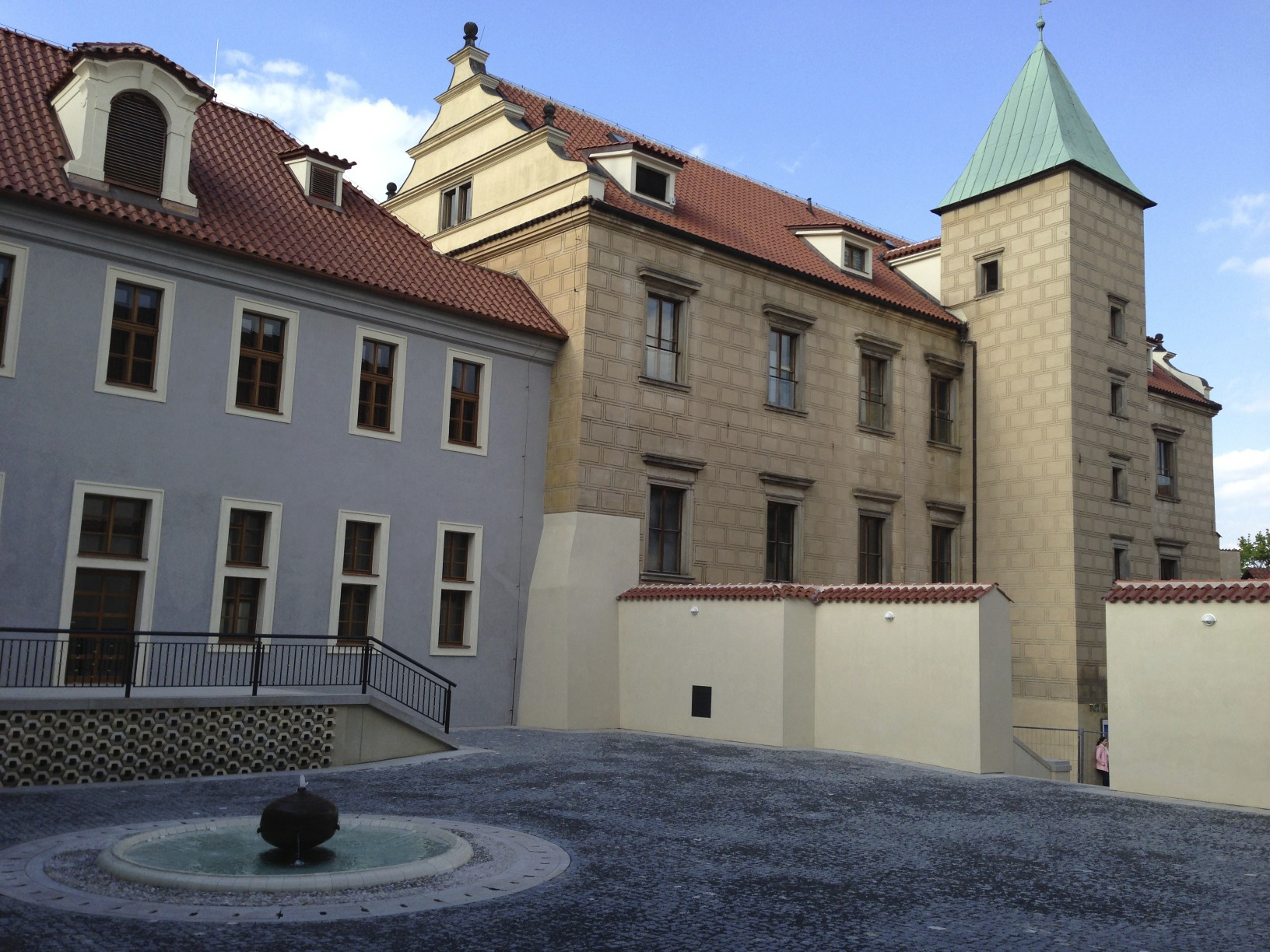
Budova Starého purkrabství na Pražském hradě

Purkrabí Pražského hradu (německy Burggraf der Prager Burg, latinsky castri Pragensis burgravius, někdy také označovaný jako menší purkrabí) byl správcem Pražského hradu. Díky významu Pražského hradu jako prvního hradu mezi českými hrady, sídla českého panovníka, se z něho ve 14. století postupně vyvinul nejvyšší zemský stavovský úřad zvaný nejvyšší purkrabí Českého království (německy Oberstburggraf des Königreichs Böhmen, latinsky supremus Regni Bohemiae  burgravius). Nejvyšší purkrabí se jako předseda zemského sněmu a zemského soudu věnoval celozemským záležitostem, vlastní správou Pražského hradu se pak zaobíral nový purkrabí Pražského hradu, který byl nejvyššímu purkrabímu podřížen. 
Pod purkrabího Pražského hradu spadalo vězení v Černé věži a Daliborce. Do jeho kompetence patřily i mezní rozepře, spolu s dvanácti kmety od stran mu přidělených zajížděl na meze, kde rozhodoval podle starodávného způsobu. Dále se staral o purkrabský úřední majetek, ke kterému patřilo město Hradčany a několik okolních vesnic, a vyřizoval správní a soudní agendu. Řadil se mezi menší zemské úředníky (beneficiarii minores) a většinou pocházel z rytířského stavu. Pracoval v budově nejvyššího purkrabství ve východní části Hradu. 

## Seznam purkrabí Pražského hradu

### Purkrabí pražští
- 1175–1177 Mutina z Bukovce
- 1180 Slavibor
- 1187 Veliš
- 1199 Martin
- 1211 Matouš
- 1211–1213 Bohuslav
- 1220–1250 Mstidruh z Dobrovičevsi
- 1235–1240 Hypolit
- 1249 Borut
- 1249–1251 Smil z Lichtenburka

### Nejvyšší purkrabí pražští
- 1253–1264 Jaroš ze Slivna
- 1265–1269 Oldřich Zajíc z Valdeka
- 1267 Konrád
- 1271–1272 Zbislav
- 1277–1279 Mstidruh z Chlumu
- 1277 Fridrich
- 1277–1278 Domaslav ze Škvorce [?]
- 1283 Zdislav z Lemberka
- 1284–1288 Hroznata z Húžic
- 1288–1289 Zdislav ze Šternberka
- 1291–1297 Beneš z Vartemberka
- 1303–1309 Hynek z Dubé[2]
- 1309 Vítek Ojíř z Landštejna
- 1309 Heřman Zvířetický z Lemberka
- 1313 Oldřich z Lichtenburka
- 1315 Beneš z Michalovic
- 1318 Oldřich ze Žebráka
- 1319–1346 Hynek Berka z Dubé[2]
- 1346–1351 Hynek Berka mladší z Dubé
- 1351–1356 Vilém z Landštejna
- 1356–1378 Ješek z Vartemberka a z Veselé

### Purkrabí Pražského hradu
- 1279 Slavek a Rapota
- 1380–1386 Zachariáš z Chrustěnic a z Vinařic
- 1380–1388 Buzek
- 1388–1392 Tiema z Litvínova
- 1388–1392 Martin (z Kročihlavě)
- 1392–1393 Jan Psík ze Studeněvsi
- 1394 Lvík z Oulic
- 1394–1395 Mikuláš (Mikšík)
- 1394–1395 Kuneš z Olbramovic
- 1396–1398 Diviš z Talmberka
- 1398 Vilém z Poděhus
- 1399 Matyáš z Ovence
- 1400 Domoslav ze Studené
- 1400–1402 Diviš z Talmberka
- 1403 Matěj
- 1404–1406 Vikéř z Jenišovic
- 1407 Ješek z Rotštejna
- 1413–1417 Vikéř z Myšlína
- 1420 (?) Duchek a Matěj, pražští měšťané
- 1420 Václav z Dubé a z Leštna
- 1424 Oneš z Měkovic
- 1428 Jiří z Rudné
- 1429 (leden) Václav Carda z Petrovic
- 1429 (6. 2.) Kerunk z Lomu
- 1429 (8. 3.) Duchek z Prahy
- 1430–1432 Otík z Vřeskovic
- 1433 Petr Vrš ze Sádlna
- 1434–1435 Diviš Bořek z Miletínka († 8. 1. 1438)
- 1435 (1. 2.) Zdeněk ze Soutic
- 1438–1445 Jan z Kralovic (někdy psaný z Hrádku)
- 1445–1448 Děpold z Rýzmberka
- 1451–1461 Čeněk z Klinštejna na Škvorci
- 1462–1463 Vratislav z Mitrovic
- 1463–1464 Václav ze Skuhrova
- 1469–1470 Mladota z Veselice
- 1472–1474 Alexander Kapoun ze Smiřic[3]
- 1475–1478 Albrecht Ojíř z Očedělic[3]
- 1478–1483 Oldřich Medek z Valdeka[3]
- 1483–1484 Jan Špan z Barštyna
- 1485 Petr z Nemyčevsi[3]
- 1485–1487 Mareš ze Švamberka[3]
- 1487–1490 Václav Čéč z Nemyčevsi[3]
- 1491 Hynek Kladrubský z Kladrubec
- 1491–1492 Oldřich z Chrástu a na Žďáře[3]
- 1493 Oldřich z Kalenice
- 1494–1496 Albrecht Rendl z Oušavy († 9. 9. 1522)
- 1496–1502 Zikmund z Chmelic
- 1503 Jan Lašovský z Lašovic
- 1503–1506 Jeroným ze Skuhrova
- 1507–1509 Jindřich Tunkl z Brníčka († 28. 5. 1539)
- 1509–1529 Bohuslav Chrt z Ertína
- 1529–1530 Arnošt Oujezdecký z Oujezdce
- 1530–1556 Jan Byšický z Byšic na Svatém Poli
- 1556 (20. 8.) – 1557 (25. 3.) Jiří Kalenice z  Kalenic na Zručech
- 1557–1571 Albrecht Kapoun ze Svojkova na Hlušicích
- 1572–1580 (9. 2.) Čeněk Míčan z Klinštejna na Hostivaři († 9. nebo 17. 2. 1580)
- 1582–1592 (1. 10.) Jiří Mošour z Valdova na Dobřejovicích
- 1592–1593 (správce) Daniel Beneda z Nečtin
- 1593 (5. 7.) – 1603 Jiří mladší Vratislav z Mitrovic na Zalší
- 1603 (17. 6.) – 1614 Jakub Menšík z Menštejna na Vosově a Skřipli
- 1614–1619 Zachariáš Kába z Rybňan
- 1619 (15. 10.) Jan Zikmund Knobloch z Knoblochshofu
- 1619–1620 Ehrenfried z Berbisdorfu
- 1622 (8. 7.) – 1623 Václav Vyduna Obytecký z Obytec
- 1623–1629 Jiří Mitrovský z Nemyšle
- 1629–1633 (28. 11.) Humbert Račín z Račína
- 1633 (28. 11.) – 1638 Jan Jezberovský z Olivé Hory (Olivenbergu)
- 1638 (7. 8.) – 1649 Karel Vilém Hejnce z Hiršperku
- 1650 (17. 6.) – 1653 Jan Vilém z Gerštorfu
- 1653–1654 Bernard Ignác Šmerovský z Litkovic
- 1654 (17. 10.) – 1661 Václav František Kořenský z Terešova
- 1661 (5. 12.) – 1664 (26. 5.) Lambert František Hřebenář z Harrachu
- 1664 (6. 9.) – 1671 Kryštof Leopold Račín z Račína
- 1671 (14. 9.) – 1676 Ignác Gottfried z Housson
- 1676 (25. 9.) – 1683 Albrecht Václav Hložek ze Žampachu
- 1683 (17. 3.) – 1695 (25. 4.) Jan Karel z Golče († 25. 4. 1695)
- 1695 (4. 11.) – 1711 (17. 9.) Václav Ehrenfried z Binago († 17. 9. 1711)
- 1712 Ferdinand František Čejka z Olbramovic († 1712)
- 1713–1718 (9. 2.) František Mikuláš Alsterle z Astfeldu († 9. 2. 1718)
- 1718–1720 Jan František z Golče
- 1720–1734 Josef Ferdinand z Golče
- 1735–1736 Maxmilián Bechyně z Lažan
- 1741–1746 Ferdinand Jáchym z Rumerskirchen
- 1747–1764 Maxmilián z Widersperka
- 1766–1779 Jáchym Nesslinger ze Šelchengraben
- 1780–1782 Kristián Josef Paulin ze Gfässer